# Bash.im
«Bash.im — Цитатник Рунету» — розважальний Інтернет—сайт, на якому публікуються надіслані відвідувачами смішні, забавні фрагменти електронної переписки або історій, які з ними трапилися. До 1 березня 2012 року - bash.org.ru. Ресурс є одним з найбільш відвідуваних гумористичних ресурсів російськомовного сегмента всесвітньої мережі Яндекс. Каталог: Гумор [Архівовано 19 березня 2012 у Wayback Machine.]. Щоденна аудиторія — понад 350 тис. читачів, не рахуючи RSS-читачів Публічна статистика сайту [Архівовано 6 серпня 2018 у Wayback Machine.].
У березні 2007 року bash.org.ru посів третє місце в рубриці «Архів року» на мережевому конкурсі «РОТОР». У травні 2008 року bash.org.ru отримав Гран-прі РОТОР в рубриці «Гумористичний сайт року» . Згідно з правилами, в 2009 році сайт в конкурсі не брав участь, але вже у вересні 2010 року bash.org.ru зайняв перше місце в рубриці «Гумористичний сайт року»  РОТОРа.